# Mistrzostwa Świata w Tenisie Stołowym 1987
39. Mistrzostwa świata w tenisie stołowym odbyły się w dniach 18 lutego–1 marca 1987 roku w Nowym Delhi. Zawody zostały zdominowane przez reprezentantów Chin, którzy zwyciężyli w większości konkurencji.

## Końcowa klasyfikacja medalowa
| Miejsce | Państwo          | Złoto | Srebro | Brąz | Razem |
| ------- | ---------------- | ----- | ------ | ---- | ----- |
| 1       | ChRL             | 6     | 2      | 4    | 12    |
| 2       | Korea Południowa | 1     | 2      | 2    | 5     |
| 3       | Szwecja          | 0     | 2      | 0    | 2     |
| 4       | Jugosławia       | 0     | 1      | 0    | 1     |
| 5       | Korea Północna   | 0     | 0      | 2    | 2     |
| 6       | Polska           | 0     | 0      | 1    | 1     |
| 6       | Węgry            | 0     | 0      | 1    | 1     |

## Medaliści
| Konkurencja:               | Złoto:                      | Srebro:                        | Brąz:                                                     |
| gra pojedyncza kobiet      | He Zhili                    | Yang Young-ja                  | Guan Jianhua Dai Lili                                     |
| gra pojedyncza mężczyzn    | Jiang Jialiang              | Jan-Ove Waldner                | Chen Xinhua Teng Yi                                       |
| gra podwójna kobiet        | Hyun Jung-hwa Yang Young-ja | Dai Lili Li Huifen             | He Zhili Jiao Zhimin Cho Jung-hui Li Bun-hui              |
| gra podwójna mężczyzn      | Chen Longcan Wei Qingguang  | Ilija Lupulesku Zoran Primorac | Andrzej Grubba Leszek Kucharski Ahn Jae-hyung Yoo Nam-kyu |
| gra mieszana               | Hui Jun Geng Lijuan         | Jiang Jialiang Jiao Zhimin     | Wang Hao Guan Jianhua Ahn Jae-hyung Yang Young-ja         |
| konkurs drużynowy mężczyzn | ChRL                        | Szwecja                        | Korea Północna                                            |
| konkurs drużynowy kobiet   | ChRL                        | Korea Południowa               | Węgry                                                     |